# Lamec (descendiente de Caín)
Lamec es un personaje mencionado en la Biblia. 
Su nombre aparece en la lista de generaciones remotas; en la genealogía de Caín, Lamec tuvo dos mujeres, Adá y Sila. También los nombres de sus hijos son muy significativos: Jabal, Jubal y Tubalcaín, que representan las diferentes formas de producción, a saber, pastores, músicos y metalúrgicos. Su cuarta hija, Naamá, es la primera mujer en ser mencionada como "hija de alguien" pues, anteriormente, todos los descendientes que se habían nombrado eran varones.
En textos apócrifos se dice que Caín murió por una flecha que Lamec le lanzó de lejos, esto, porque el joven que le servía de lazarillo, confundió a Caín con un animal. Enfurecido por eso, Lamec mata cruelmente al joven por su error.